# Indiens des Plaines
 (novembre 2013).

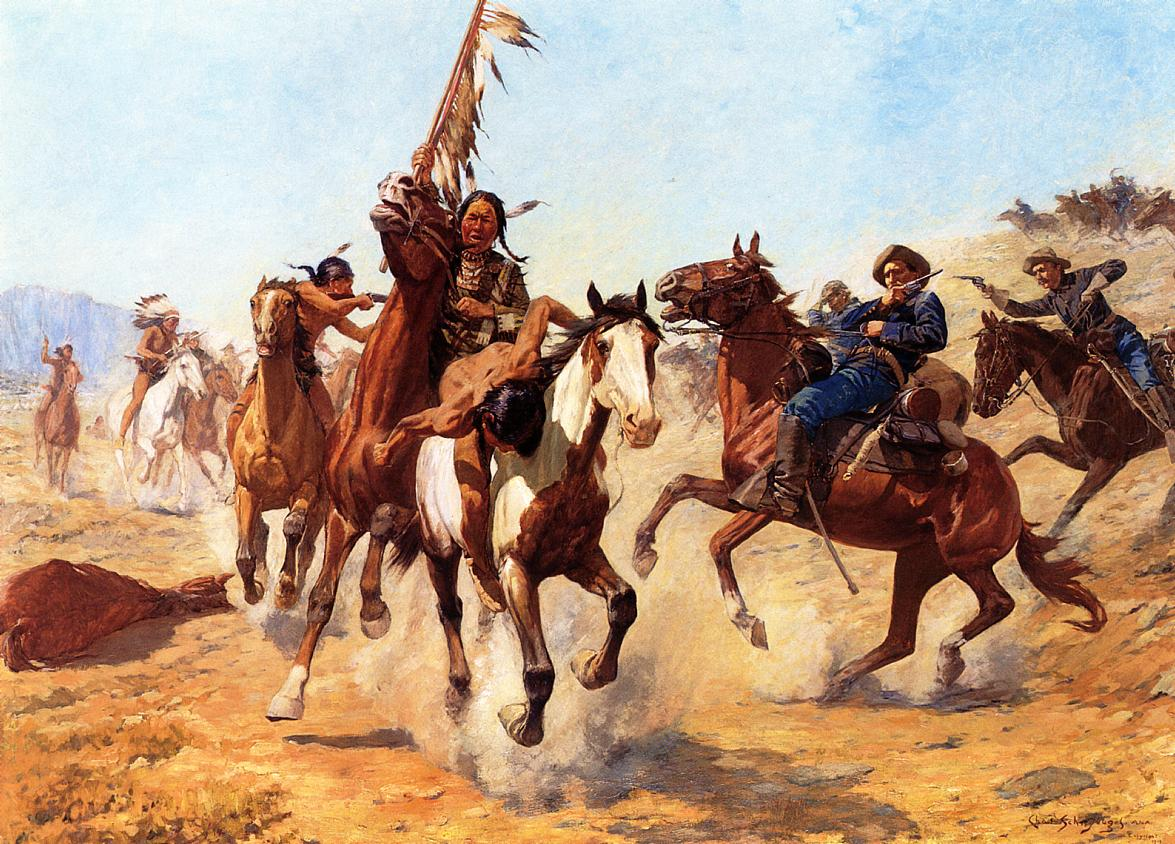
The Silenced War Whoop (1908), peinture de Charles Schreyvogel, mettant en scène une bataille entre des Indiens des Plaines et des soldats américains.

Les Indiens des Plaines, ou Peuples autochtones des Plaines, sont les peuples autochtones qui occupent les Grandes Plaines de l'Amérique du Nord. Composés de diverses tribus, ils ont en commun un mode de vie basé sur la chasse au bison jusqu'au début des années 1880. Ils luttent contre l'invasion des Blancs au XIXe siècle et demeurent le stéréotype du « peau-rouge » véhiculé principalement dans les westerns.

## Peuples des Grandes Plaines
- Arapahos
- Sahnish
- Atsinas
- Cheyennes
- Comanches
- Confédération des Pieds-Noirs
  - Gens-du-Sang
  - Pikunis
  - Siksikas
- Cris des plaines
- Crows
- Hidatsas
- Iowas
- Kaws
- Kiowas
- Mandans
- Missouris
- Omahas
- Osages
- Otos
- Pawnees
- Poncas
- Quapaws
- Shoshones
- Sioux
  - Dakotas
  - Lakotas
  - Nakotas
- Tonkawas
- Tsuu T'ina
- Wichitas

## Géographie des Grandes Plaines

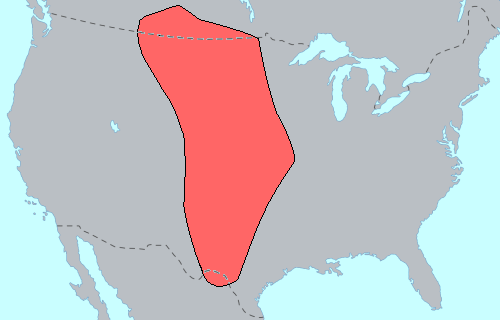
Territoire des Indiens des Plaines lors des premiers contacts avec les Blancs.

Les Grandes Plaines sont un immense territoire qui se situe entre les plaines canadiennes et le golfe du Mexique, entre le Mississippi et les Montagnes Rocheuses. D'un relief plutôt plat et peu élevé, elles constituent depuis la préhistoire le terrain de parcours de grands herbivores. La région est plus arrosée à l'est qu'à l'ouest. Elle connaît des coulées d'air froid venu du pôle en hiver et des orages violents en été. Elle n'offre que peu de ressources forestières.

## Histoire

### Premiers contacts avec les Européens
L'introduction du cheval transforme radicalement les cultures des Grandes Plaines : les premiers chevaux sont volés aux Espagnols dans le Sud dès le XVIe siècle. Certains retournent à l'état sauvage : il s'agit des mustangs. L'adoption du cheval et l'utilisation des armes à feu permettent aux autochtones des Plaines d'accroître leurs prises et de connaître un essor important.
Les Européens introduisent des maladies inconnues des populations amérindiennes, contre lesquelles ces dernières n'ont pas de système immunitaire adapté. La variole est dévastatrice. En un siècle, elle réduit de moitié la population des peuples des Plaines, entraînant un déclin démographique majeur,.

### Guerres indiennes
- Attaques contre le chemin de fer :
- Massacre des bisons : à la fin du XIXe siècle, il ne reste plus que 600 bisons[4] dans les Plaines.

## Culture et mode de vie traditionnels

### Organisation sociale: la tribu

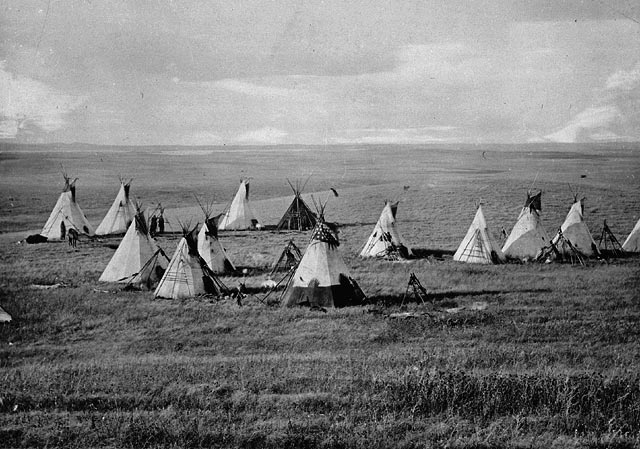
Campement cri.

Les membres de la tribu partagent un même sang, un même territoire, une même langue et des coutumes similaires. 
Les tribus se réunissent en conseils (chez les Cheyennes, il s'appelle le conseil des 40 chefs). Le chef de la tribu est responsable du bien commun. Son pouvoir n'est pas absolu et se transmet de façon héréditaire, mais le successeur doit être accepté par les notables de la tribu. Les Amérindiens de l'époque précolombienne n'ont pas de lois écrites. Les délibérations et les décisions se font autour du feu.
Les femmes ont une place importante dans la vie des tribus : elles préparent le bison et s'occupent des enfants. Une mère peut avoir suffisamment d'influence pour dissuader son fils de partir à la guerre. Les mères transportent leurs enfants dans un berceau en bois attaché à leur dos. Ils apprenaient à chasser et à pêcher dès l'âge de 5 ans.
Les chamans sont en relation avec les forces naturelles et les esprits. Ce sont des sortes de sorciers qui connaissent les poisons et savent guérir les malades. On les consulte pour gagner une bataille et faire une bonne chasse.

### Habitat

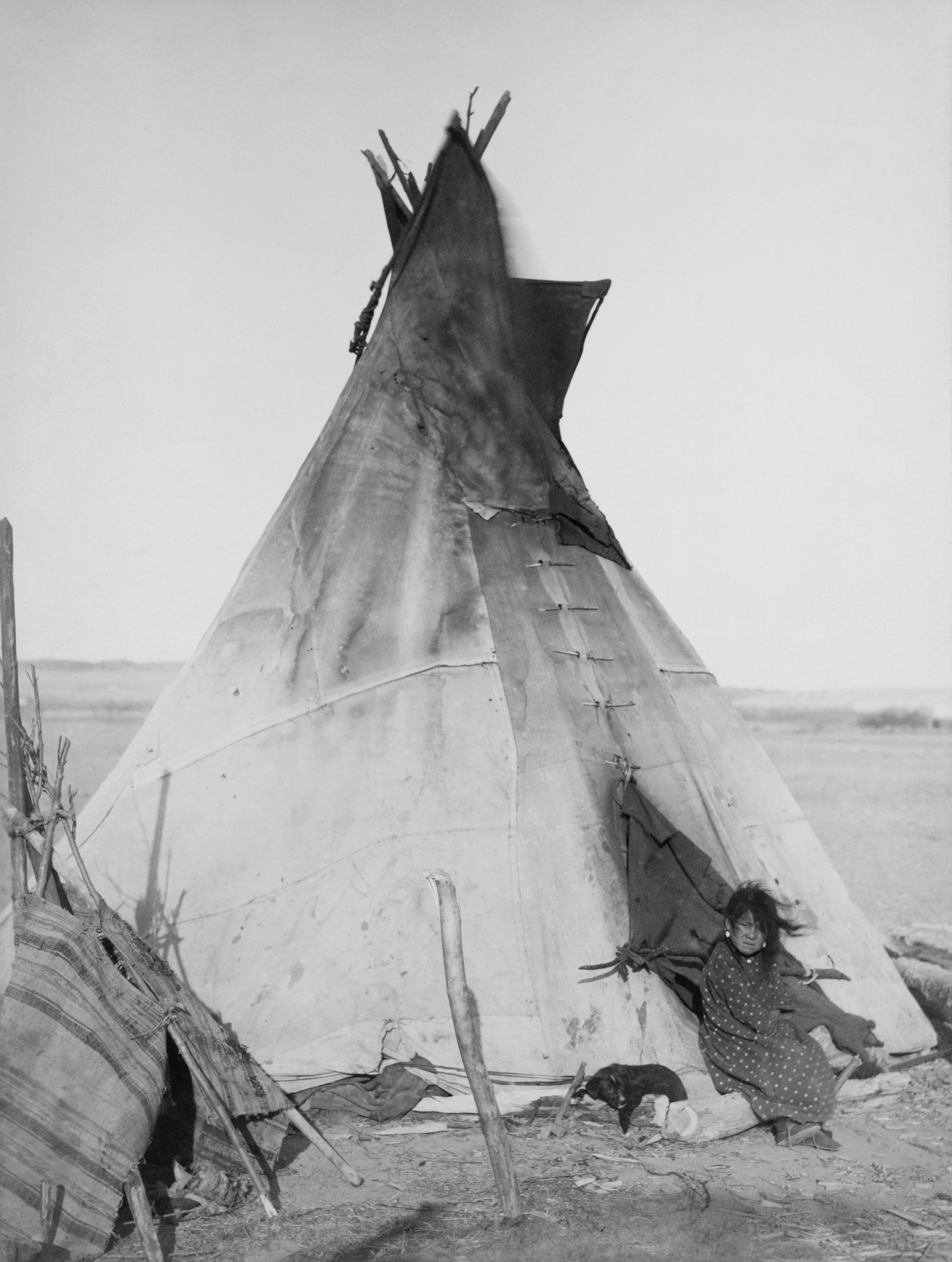
Tipi des Oglalas.

Les Autochtones des Plaines ne peuvent pas compter sur les abris naturels pour se protéger. Ils construisent des habitations très variées : les Mandans ont des huttes recouvertes par une sorte de coupole. Les Apaches vivent dans des wigwams. Les Sioux désignent leur wigwam par le mot « tepee » (tipi). Il s'agit d'une tente en peau de bison qui repose sur une armature en bois. Celle-ci est souvent faite de 13 perches (nombre symbolique) qui peuvent être peintes en rouge. La tente est fixée au sol par des piquets ou des pierres. On entre par une porte en peau décorée, sur laquelle figure le totem du propriétaire. Le tipi peut être aussi orné de trophées de chasse et de scalps. L'intérieur est plutôt simple et répond aux exigences de la vie nomade. On dort sur une couchette en peau de bison ou d'ours étendue sur un sommier de joncs tressés. Le foyer se situe au centre ; il est entouré de pierres et chauffe un récipient posé sur un trépied en bois. Le mobilier se compose de sacs en peau, de coffres à viande et de poteries.

### Costumes, parures et peintures

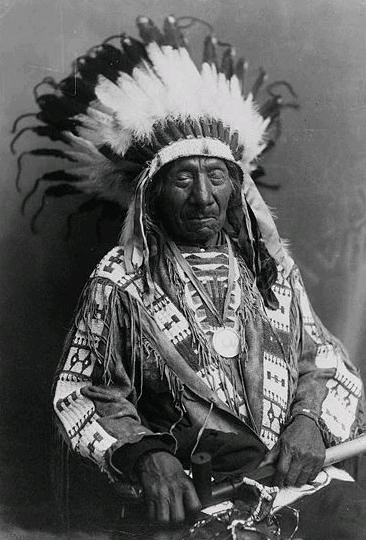
Red Cloud, chef sioux.

Les Autochtones des Plaines se peignaient le visage et des parties du corps de signes ; d'où leur appellation par les Blancs de « Peaux Rouges ». La peinture est obtenue à partir des ressources naturelles : le rouge vermillon provient du sulfure de mercure, le rouge brun de l'oxyde de fer, le bleu du carbonate de cuivre, et le blanc de la craie.
Le costume dépendait de l'activité ; il comprend un pagne tenu par une ceinture et des mocassins. Pour monter à cheval, le guerrier des Plaines enfilait des jambières décorées, parfois avec des mèches de scalp. La veste de guerre était sortie au moment des grandes batailles. Pour les cérémonies, les Indiens se costumaient avec de véritables déguisements qui imitaient les animaux.
Les Autochtones aimaient se parer de bijoux tels que des colliers, des anneaux et des bracelets en métal ou en coquillages. Une dent d'ours accrochée autour du cou était un signe de courage. L’autochtone recevait toujours ses hôtes avec une couverture sur les épaules. Le collier de wampum peut être comparé au chapelet catholique. Les coiffures étaient également très variées : cheveux longs chez les Apaches, crête chez les Creeks, tresses chez les Sioux. Les guerriers qui avaient réalisé de grands exploits portaient des couronnes de plumes d’aigle (pygargues). Ils utilisaient aussi des cornes de bison ou de simples bandeaux, comme chez les Apaches. Les femmes portaient souvent des tresses.

### Chasse au bison
Jusqu'au XIXe siècle, les Indiens des Plaines ne pratiquaient pas l'agriculture[réf. nécessaire]. Leur vie dépendait de la chasse au bison, aussi bien pour leur nourriture que pour leur habillement. Avant l'arrivée des chevaux et des objets européens, ils se déplaçaient à pied et utilisaient des chiens pour tirer leurs travois, rabattre les troupeaux de bisons et, dans les périodes de famine, pour leur fournir un substitut alimentaire de secours. Lorsque les chevaux furent introduits, ils les utilisèrent pour se déplacer et pour chasser, mais aussi pour tirer leurs travois.

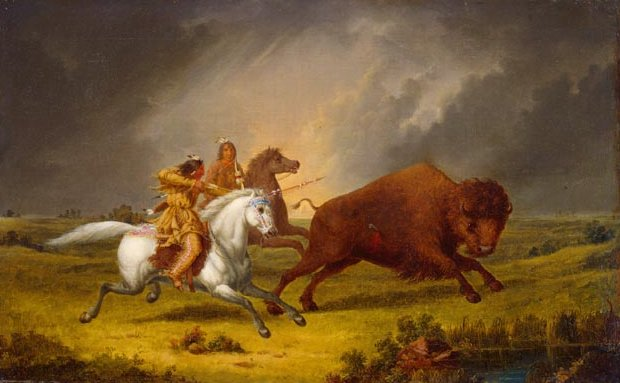
Chasse au bison.

Ils avaient trois principales techniques de chasse. La plus ancienne consistait à utiliser un piskun, c'est-à-dire une falaise qui servait de précipice à bisons (les animaux étaient poussés en bas). Les bisons survivants étaient tirés dans des enclos construits au bas de la falaise. Le précipice d'Head-Smashed-In est particulièrement notoire. Une autre technique était de se rapprocher d'un petit troupeau et d'abattre les meilleurs bisons pendant que les autres bisons paissaient autour. La troisième technique était la poursuite où les hommes montés sur leurs meilleurs chevaux poursuivaient le troupeau de bisons en fuite et tiraient les bêtes de près.
Les femmes étaient chargées de préparer l'animal mort : la peau était dépouillée et raclée afin d'enlever le poil ; le cuir était aminci et assoupli, et parfois exposé à la fumée pour le rendre imperméable.

### Guerre

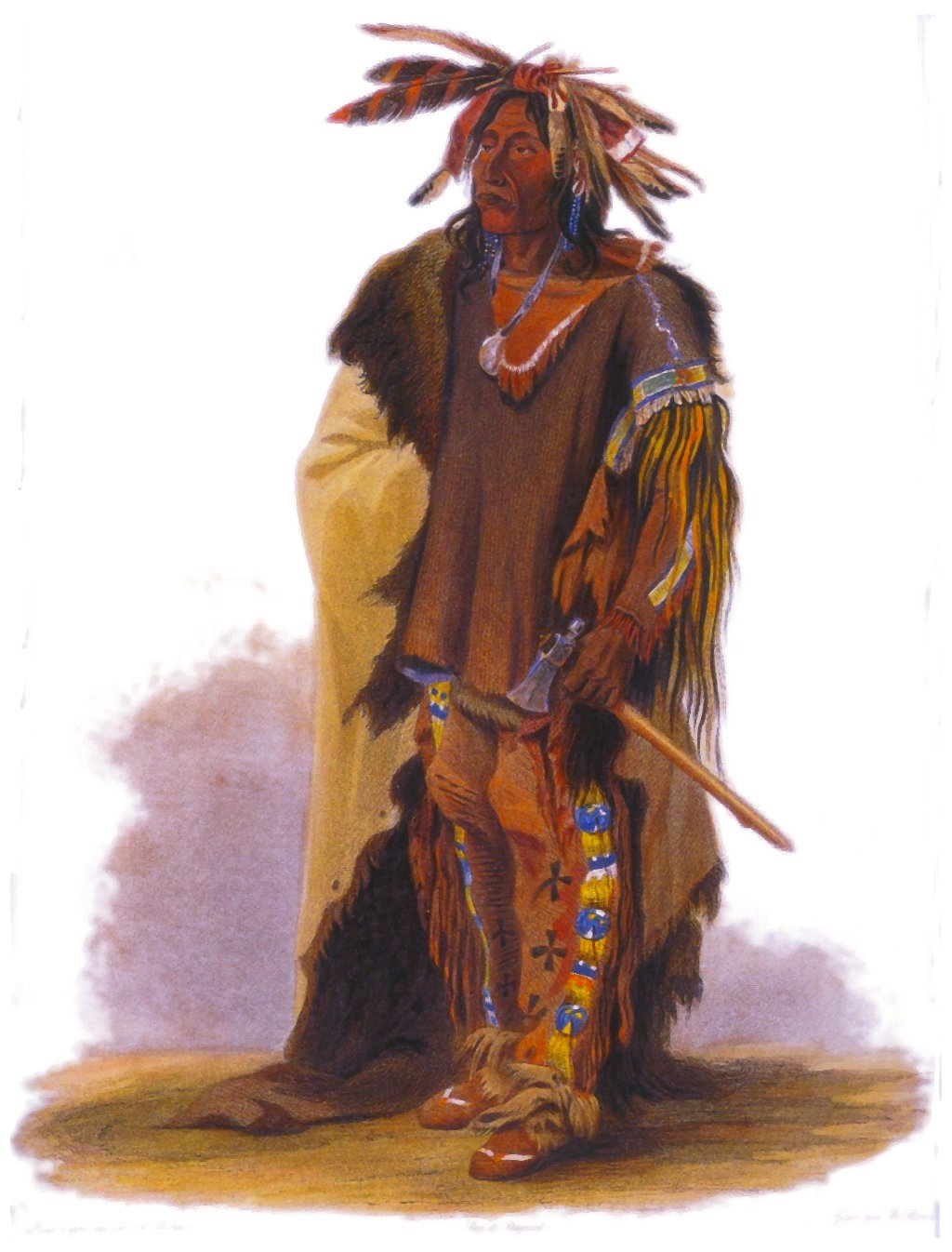
Guerrier dakota.

Les armes étaient les mêmes que celles utilisées pour la chasse (selon un historien) : arc en bois dur, pointes de flèche en quartz, en silex, en os, puis en cuivre et en fer. Les pointes étaient munies de barbes. Les flèches étaient rangées dans un carquois en peau de bison. Les Comanches utilisaient des lances : de grande dimension, elles étaient ornées de plumes et de cheveux de scalp. Le tomahawk était en silex, puis en cuivre et en fer. Son manche creusé pouvait servir de calumet. Le casse-tête était une sorte de massue. Enfin, le couteau servait à de multiples usages. Le bouclier complétait l'armement du guerrier, mais il était peu utilisé.
La guerre se livrait d'abord entre Indiens : il s'agissait de guerres de pillage et de vengeance. Les guerriers les plus redoutables étaient les Apaches qui volaient et massacraient les habitants des villages prospères (des Pueblos…). Ils pouvaient torturer leurs victimes et se parer de leurs doigts. La pratique de la scalpation était d'abord motivée par des raisons religieuses : elle avait pour objectif d'empêcher que le mort n'inquiète les vivants. Avant l’arrivée des Blancs, seules les tribus du Nord-Est pratiquaient la scalpation ; puis, les collectionneurs européens encouragèrent le trafic des scalps. Ils devinrent des symboles de vaillance ; ils apportèrent la preuve des exactions pour obtenir des primes de la part des européens. On ne mourait pas forcément d’une scalpation.
Les traités d’alliance étaient discutés autour du feu du grand conseil avec un calumet, puis, entérinés par l'échange d'une parole d'honneur.
Les cérémonies qui précédaient la guerre consistaient en des danses de guerriers en armes. Avant l'attaque, les Indiens lançaient leur cri de guerre : il devait effrayer l'ennemi et souder le groupe.

### Langues
Les Pieds-Noirs parlent une langue algonquienne, les Sarcis une langue athapascane et les Sioux des langues de la famille des langues siouanes.
Les Indiens des Plaines parlent donc des langues et des dialectes très différents les uns des autres, qui n'ont parfois aucune origine commune : ils ne peuvent se comprendre sans interprètes. Leurs rites et leurs mœurs diffèrent. Les Indiens des Plaines ne sont donc pas un groupe ethniquement uni, mais un ensemble de populations occupant un même territoire. Les langues des signes des Indiens des Plaines pallient ces difficultés de compréhension linguistiques et les signaux de fumée permettent de communiquer sur de grandes distances.

### Rites et croyances

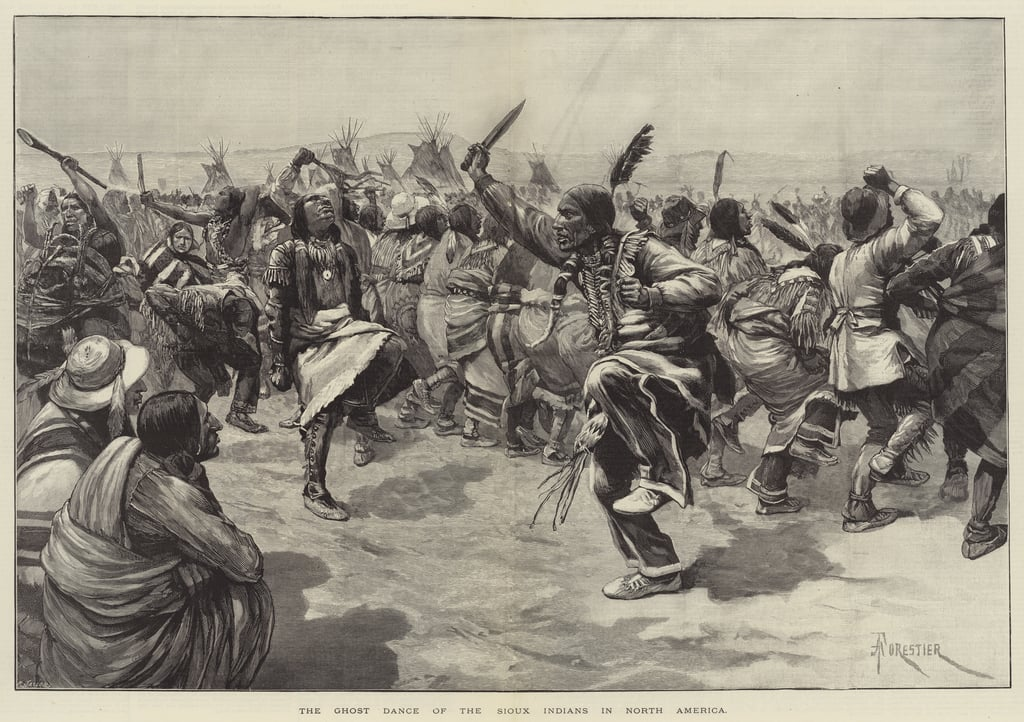
Ghost Dance sioux.

Il existe divers rites et croyances.
Les bains rituels permettent la purification avant la cérémonie.
La plupart des tribus croient en un Grand Esprit créateur (« capitaine du ciel » chez les Apaches).
Totémisme, talisman : le totem est un objet qui symbolise l'esprit d'un ancêtre commun végétal ou animal. Les animaux sont respectés car ils participent à l'équilibre du monde.
La Danse du Soleil (The Sun Dance) dans les Grandes Plaines est pratiquée pour vénérer le soleil, pendant la période du solstice d'été. Elle était accompagnée de mutilations corporelles volontaires, destinées à montrer son courage et à entrer en transe.

## Histoire des représentations
Les Indiens des Plaines, et plus précisément les Sioux, demeurent dans l'imaginaire collectif le stéréotype du « Peau-Rouge », véhiculé par les récits d'aventuriers, les peintures de Paul Kane et les westerns.

### Œuvres sur les Indiens des Plaines

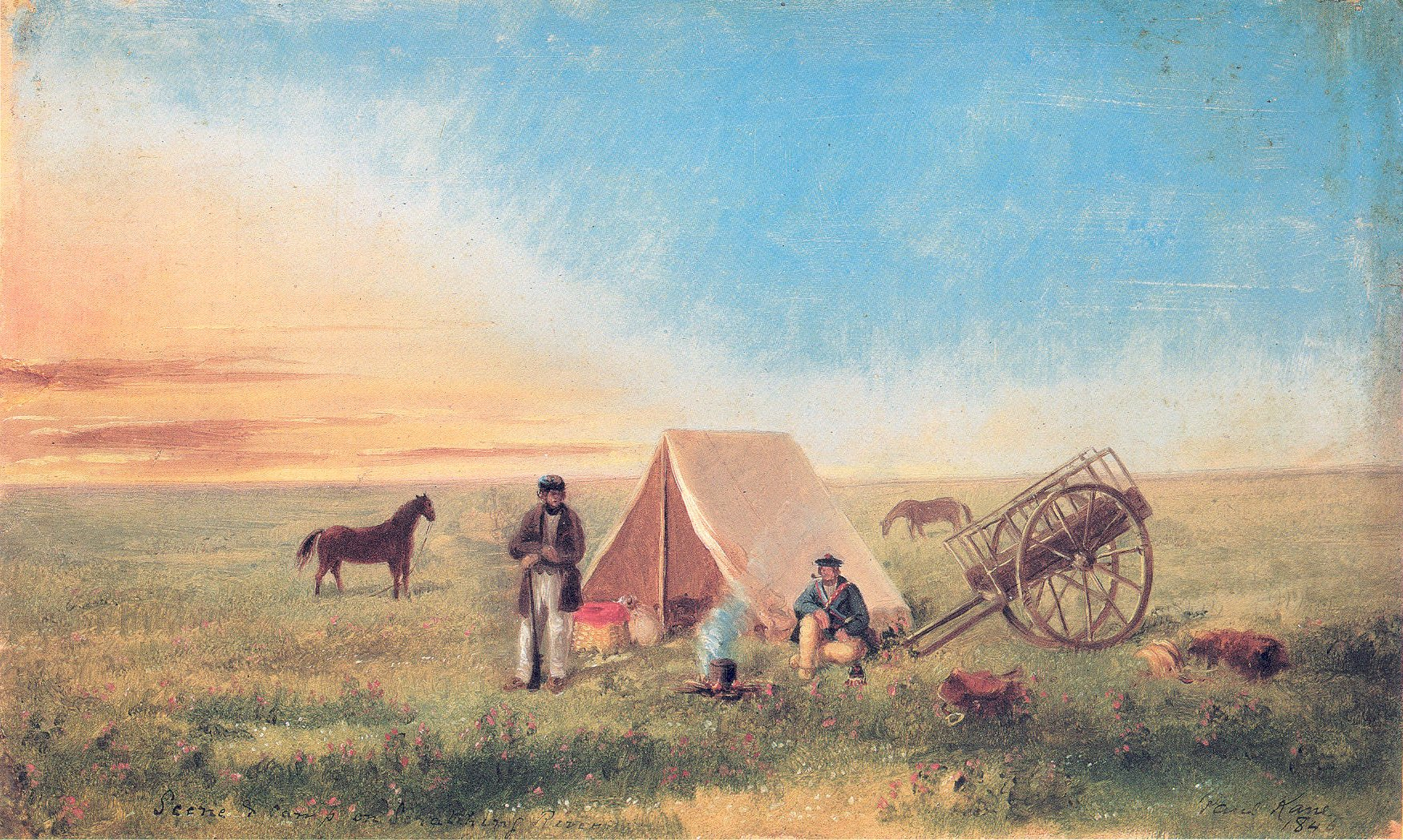
Paul Kane, Camping on the prairie, huile sur papier, imprimée en 1846. La scène montre Paul Kane (1810-1871) accompagné de son guide dans les Grandes Plaines du Dakota.

#### Peintures
- George Catlin
- Paul Kane
- Frederic Remington
- Charles Schreyvogel

#### Photographie
- Edward Sheriff Curtis

#### Romans
- Bison (Grand prix Palatine du roman historique) de Patrick Grainville, Éditions du Seuil, 2014
- James Fenimore Cooper a écrit plusieurs romans dont La Prairie.

#### Films
- Danse avec les loups (1990) de Kevin Costner
- Jimmy P. (Psychothérapie d'un Indien des Plaines) (2013) d'Arnaud Desplechin

#### Ouvrages
- Angie Debo (trad. Alain Deschamps), Histoire des Indiens des États-Unis [« A history of the Indians of the United States »], Paris, Albin Michel, coll. « Terre indienne », 1994, 536 p. (ISBN 978-2-226-06903-0, OCLC 30845062).
- Anne Garrait-Bourrier et Monique Vénuat, Les Indiens aux États-Unis : renaissance d'une culture, Paris, Ellipses Marketing, 2002, 192 p. (ISBN 978-2-7298-1185-3, OCLC 300190463).
- Daniel Dubois, Les Indiens des Plaines, Paris, Éditions du Rocher, 2001, 202 p. (ISBN 2-268-03923-4).
- James W. Daschuk (trad. de l'anglais), La destruction des Indiens des plaines : maladies, famines organisées, disparition du mode de vie autochtone, Québec, Presses de l'Université Laval, 2015, 365 p. (ISBN 978-2-7637-2100-2).
- (en) John C. Jackson, The Piikani Blackfeet : A Culture Under Siege, Mountain Press, 2000.
- (en) Hugh Aylmer Dempsey, Indian Tribes of Alberta, Calgary, AB, Glenbow Museum, 1986, 100 p. (ISBN 0-919224-00-8).
- Michel Le Bris (dir.), Indiens des plaines : les peuples du bison, Hoëbeke, 2000, 190 p. (ISBN 978-2-84230-108-8, OCLC 45500297).
- Paul Coze et René Thévenin, Mœurs et histoire des Indiens d’Amérique du Nord, Paris, Payot et Rivages, 2004 (1re éd. 1928), 387 p. (ISBN 2-228-89858-9).
- Philippe Jacquin et Daniel Royot, Go west! : histoire de l'Ouest américain d'hier à aujourd'hui, Paris, Flammarion, 2002, 362 p. (ISBN 978-2-08-211809-5, OCLC 301685417).
- (en) Walter Prescott Webb, The Great Plains, University of Nebraska Press, 1931, chapitre III, The Plains Indians sur Google Livres, p. 47-84.

#### Article
- Ted J. Brasser, « Autochtones : les Plaines », L'Encyclopédie canadienne, Historica-Dominion,‎ 2012 (lire en ligne).